# Брендон Піррі
Брендон Піррі (англ. Brandon Pirri; 10 квітня 1991, м. Торонто, Канада) — канадський хокеїст, центральний нападник.
Виступав за «Чикаго Блекгокс», «Рокфорд Айсхогс» (АХЛ), «Флорида Пантерс», «Анагайм Дакс», «Нью-Йорк Рейнджерс», «Вегас Голден Найтс», «Чикаго Вулвс».
В чемпіонатах НХЛ — 276 матчів (72+49), у турнірах Кубка Стенлі — 1 матчів (0+0).
Нагороди
- Трофей Джона Б. Солленбергера (2013)
- Чемпіон світу — 2021.